# Latridiidae
Latridiidae es una familia de coleópteros polífagos.  El número de especies descritas alcanza las 1050 en 29 géneros, pero el número de especies, es sin dudar mucho más alto.

## Géneros
- subfamilia: Corticariinae Curtis, 1829
- Bicava Belon, 1884
- Corticaria Marsham de 1802
- Corticarina Reitter de 1881
- Corticaromus Tarun K. Pal y Ghosh Shelley, 2008
- Cortinicara Johnson, 1975
- Diarthrocera Broun de 1893
- Fuchsina Fall 1899
- Melanophthalma Motschulsky de 1866
- Migneauxia Jacquelin du Val, 1859
- Rethusus Broun de 1886
- subfamilia: Latridiinae Erichson, 1842
- Adistemia Fall de 1899
- Akalyptoischion Andrews, 1976
- Austrophthalma Dajoz, 1966
- Besuchetia Dajoz, 1975
- Cartodere C.G. Thomson, 1859
- Dicastria Dajoz de 1967
- Dienerella Reitter  1911
- Enicmus C.G. Thomson, 1859
- Euchionellus Reitter  1908
- Eufallia Muttkowski  1900
- Eufalloides Hinton  1941
- Herfordia Halstead, 1967
- Latridius Herbst, 1793
- Lithostygnus Broun 1886
- Metophtalmoides Dajoz  1967
- Metophthalmus Motschulsky  1850
- Nalpaumia Dajoz 1967
- ParacariaDajoz, 1970
- Revelieria Perris, 1869
- Stephostethus Leconte  1878
- Thes Semenov-Tian Shansky  1910